# Керрі Мелвілл
Керрі Мелвілл, у шлюбі Меллвіл Рід (англ. Kerry Melville Reid) — австралійська тенісистка, чотириразова чемпіонка турнірів Великого шолома — одного в одиночному і трьох у парному розряді, член Ордену Британської імперії. 

## Фінали турнірів Великого шолома

### Одиночний розряд: 3 (1  титул)
| Результат | Рік       | Турнір          | Повехня | Супотивниця     | Рахунок  |
| --------- | --------- | --------------- | ------- | --------------- | -------- |
| Поразка   | 1970      | Australian Open | Трава   | Маргарет Корт   | 3–6, 1–6 |
| Поразка   | 1972      | US Open         | Трава   | Біллі Джин Кінг | 3–6, 5–7 |
| Перемога  | 1977(січ) | Australian Open | Трава   | Даєнн Фромгольц | 7–5, 6–2 |

### Пари
| Результат | Рік       | Турнір                   | Поверхня | Партнерка       | Супротивниці                        | Рахунок                |
| --------- | --------- | ------------------------ | -------- | --------------- | ----------------------------------- | ---------------------- |
| Перемога  | 1968      | Australian Championships | Трава    | Карен Кранцке   | Джуді Тегарт Дальтон Леслі Тернер   | 6–4, 3–6, 6–2          |
| Поразка   | 1970      | Australian Open          | Трава    | Карен Кранцке   | Маргарет Корт Джуді Тегарт Дальтон  | 3–6, 1–6               |
| Поразка   | 1973      | Australian Open          | Трава    | Керрі Гарріс    | Маргарет Корт Вірджинія Вейд        | 4–6, 4–6               |
| Поразка   | 1974      | Australian Open          | Трава    | Керрі Гарріс    | Івонн Гулагонг Пеггі Мічел          | 5–7, 3–6               |
| Поразка   | 1977(січ) | Australian Open          | Трава    | Бетсі Нагельсен | Гелен Гурлей Даєнн Фромгольц        | 7–5, 1–6, 4–6          |
| Перемога  | 1977(гру) | Australian Open          | Трава    | Мона Геррант    | Івонн Гулагонг Гелен Гурлей         | розділено, завадив дощ |
| Перемога  | 1978      | Wimbledon                | Трава    | Венді Тернбулл  | Міма Яушовець Вірджинія Рузічі      | 4–6, 9–8(12–10), 6–3   |
| Поразка   | 1978      | US Open                  | Хард     | Венді Тернбулл  | Біллі Джин Кінг Мартіна Навратілова | 6–7, 4–6               |

## Історія одиночних виступів в турнірах Великого шолома
| Турнір                 | 1963  | 1964  | 1965  | 1966  | 1967  | 1968  | 1969  | 1970  | 1971  | 1972  | 1973  | 1974  | 1975  | 1976  | 1977  | 1977  | 1978  | 1979  | Усп    |
| ---------------------- | ----- | ----- | ----- | ----- | ----- | ----- | ----- | ----- | ----- | ----- | ----- | ----- | ----- | ----- | ----- | ----- | ----- | ----- | ------ |
| Australia              | 3к    | 2к    | 3к    | ПФ    | ПФ    | 3к    | ПФ    | F     | A     | A     | ПФ    | ПФ    | 2к    | 1к    | П     | ПФ    | A     | A     | 1 / 14 |
| France                 | A     | A     | A     | 1к    | ПФ    | 4к    | A     | 1к    | 2к    | 4к    | A     | A     | A     | A     | A     | A     | A     | A     | 0 / 6  |
| Wimbledon              | A     | A     | A     | 3к    | 3к    | 3к    | 2к    | 4к    | ЧФ    | 3к    | ЧФ    | ПФ    | 2к    | ЧФ    | ЧФ    | ЧФ    | 4к    | 4к    | 0 / 14 |
| United States          | A     | A     | A     | ПФ    | 4к    | A     | 1к    | ЧФ    | ПФ    | Ф     | ЧФ    | ЧФ    | ЧФ    | 2к    | 4к    | 4к    | 4к    | ЧФ    | 0 / 13 |
| SR                     | 0 / 1 | 0 / 1 | 0 / 1 | 0 / 4 | 0 / 4 | 0 / 3 | 0 / 3 | 0 / 4 | 0 / 3 | 0 / 3 | 0 / 3 | 0 / 3 | 0 / 3 | 0 / 3 | 1 / 4 | 1 / 4 | 0 / 2 | 0 / 2 | 1 / 47 |
| Рейтинг на кінець року |       |       |       |       |       |       |       |       |       |       |       |       | 10    | 8     | 10    | 10    | 9     | 9     |        |

## Зовнішні посилання
- Досьє на сайті WTA [Архівовано 26 Липня 2018 у Wayback Machine.]

## Виноски
1. 1 2  Collins B. The Bud Collins History of Tennis: An Authoritative Encyclopedia and Record Book — 2 — NYC: New Chapter Press, 2010. — P. 705. — ISBN 978-0-942257-70-0
2. ↑  Bostic, Stephanie, ред. (1979). USTA Player Records 1978. United States Tennis Association (USTA). с. 235.

| Тенісист | Це незавершена стаття про тенісиста чи тенісистку. Ви можете допомогти проєкту, виправивши або дописавши її. |